# Giovanna d’Arco
Giovanna d’Arco ist eine Oper (Originalbezeichnung: „Dramma lirico“) in einem Prolog und drei Akten von Giuseppe Verdi, die am 15. Februar 1845 im Teatro alla Scala in Mailand uraufgeführt wurde. Das Libretto von Temistocle Solera beruht auf dem Trauerspiel Die Jungfrau von Orléans von Friedrich Schiller und hat das Leben der Jeanne d’Arc zum Thema.

## Handlung

### Prolog
Erstes Bild: Domrémy, in einer großen Halle einer Burg, 1429 (Hundertjähriger Krieg)
Die Situation der Armagnacs, hier mit Frankreich gleichgesetzt, scheint aussichtslos: Orléans, der Stammsitz der Dynastie, wird von den Engländern belagert und steht kurz vor dem Fall. Das versammelte Volk von Domrémy und königliche Beamte verfluchen die Engländer („Qual v’ha speme? – Maledetti cui spinge rea voglia“). Der König tritt auf und verkündet dem Volk seinen Rücktritt. Er begründet dies mit einem Traum, in dem er aufgefordert wird, Helm und Schwert an einer genau beschriebenen Stelle mitten im Wald bei einer Eiche, nahe einem Marienbildnis, niederzulegen, damit Frankreich gerettet werde. Nachdem er erfahren hat, dass es in der unmittelbaren Nähe des Dorfes einen solchen Ort gibt („Dipinta imago, e simile loco fra noi qui v’è“), will er sofort aufbrechen, wird aber vom Volk aufgehalten, da an jenem Ort das Böse herrsche („Allor che i flebili – nell’orribile foresta“). Carlo lässt sich aber dadurch nicht zurückhalten und geht in den Wald.
Zweites Bild: Nachts im Wald bei Domrémy; eine Kapelle auf einem Felsen neben einer Eiche, darunter eine Steinbank. Der Himmel ist dunkel und stürmisch
Giacomo allein: er befürchtet, dass Giovanna in Sturmnächten oft unter dieser Eiche schläft und daher mit dem Bösen im Bunde ist. Nun will er die Wahrheit herausfinden und versteckt sich in einer Höhle.
Giovanna tritt auf und kniet vor der Kapelle nieder. Sie glaubt fest daran, dass sie auserwählt ist, Frankreich zu retten, zweifelt aber, ob ihr die Last dieser göttlichen Mission nicht zu schwer sei. Dann übermannt sie die Müdigkeit, und sie schläft ein.
Carlo betritt die Szene. Er erkennt, dass er am rechten Ort ist, legt Helm und Schwert nieder und beginnt zu beten. Dann erklingt ein Chor von bösen und guten Geistern, der nur für Giovanna hörbar ist. Die Dämonen verspotten Giovanna mit einer Art Walzer („Tu sei bella, tu sei bella! Pazzerella, che fai tu?“), während die Engel sie an ihren göttlichen Auftrag erinnern. Giovanna ist offenbar durch die Chöre erwacht. Carlo und Giovanna sehen einander. Sie erkennt sofort den König und stellt sich als künftige Kämpferin für Orléans vor. Carlo sieht in ihrem Blick die Flamme Gottes.
Die beiden gehen, nunmehr zuversichtlich, ab. Giacomo aber, der dies mitangesehen hat, glaubt, die Wahrheit erkannt zu haben: Giovanna hat sich „aus verrückter Liebe zum König“ („per folle amor del re!“) den Dämonen hingegeben!

### Erster Akt
Erstes Bild: Englische Festung an einem abgelegenen Ort; in der Entfernung sieht man die Stadt Reims. Englische Soldaten in verschiedenen Gruppen
Die englischen Soldaten fordern von ihrem Anführer Talbot den Rückzug nach England, da Orléans verloren ist und viele tapfere Soldaten umgekommen sind. Gegen einen „normalen“ Gegner hätten sie immer tapfer gekämpft, aber gegen „Legionen von Dämonen“ seien sie machtlos.
Giacomo tritt in geistig verwirrtem Zustand („i suoi atti dimostrano il disordino della mente“) auf und erklärt, er könne ihnen die an ihrem Debakel Schuldige als Gefangene verschaffen. Auf die Frage, wer er sei, erklärt Giacomo, er sei zwar „Franke“, also Franzose, aber erste Heimat im Herzen sei ihm die Ehre; und da nun Carlo Schande über ihn gebracht habe, wolle er mit den Engländern gegen den Unwürdigen kämpfen. Die Engländer werden dadurch neu beflügelt und erklären, ein lodernder Scheiterhaufen werde die Schändliche verbrennen. Da kommen in Giacomo noch einmal Vatergefühle auf, er weint in „Erinnerung an eine Tochter, die den Vater verriet“ („È memoria d’una figlia che tradiva il genitor“). Schließlich aber ziehen die englischen Soldaten mit Talbot und Giacomo ab, um sich an dem „feigen Verführer“ (Carlo) zu rächen.
Zweites Bild: Garten im Hof von Reims
Giovanna allein: Sie weiß, dass ihre Aufgabe erfüllt ist; dennoch hat sie Empfindungen, die sie lieber nicht hinterfragen will („Le mie fibre scuote un senso, un turbamento, che interrogar pavento“). Im Widerstreit ihrer Gefühle beschließt sie letztendlich, nach Hause zurückzugehen. Da tritt Carlo auf. Er versteht nicht, warum sie ihn jetzt verlassen will, zumal er sie liebt. Zunächst bleibt Giovanna bei ihrem Entschluss, in die Heimat zurückzukehren, doch schließlich gesteht sie sich ihre Liebe zu Carlo ein und offenbart sie ihm. Genau in diesem Moment hört sie wieder Engelsstimmen, die sie warnen, „irdische“ Gefühle zuzulassen („Guai se terreno affetto accoglierai nel cor!“). Auch hat sie eine Erscheinung und hört die Stimme ihres Vaters: „Stirb, Frevlerin!“ („Muori, o Sacrilega!“). Da erscheint Delil mit Gefolge, um den König zur Krönung zu führen. Giovanna soll mitkommen und dem König vorangehen. Giovanna geht Carlo, der ihre Zukunft in rosigen Farben malt, voran, aber sie wünscht sich nun, sie wäre rein und unschuldig auf dem Schlachtfeld gestorben. Für ihr weiteres Leben sieht sie nur noch Tage des Schmerzes („Ogni giorno di mia vita sia pur giorno di dolor!“). Im Hintergrund, wieder nur für Giovanna hörbar, triumphieren die bösen Geister („Vittoria, vittoria! Plaudiamo a Satàna“).

### Zweiter Akt
Reims, Platz vor der Kathedrale
Das Volk feiert die bevorstehende Krönung und insbesondere die als „unsere Erlöserin“ („nostra redentrice“) bezeichnete Giovanna. („Gleich dem allerhöchsten Ereignis, da der Mensch erlöst ward, sei heilig der Tag, an dem ein Volk sich aus dem Schlamm erhob.“)
Giacomo betritt die Szene („Ecco il luogo e il momento!“). Er streift die Vaterrolle ab und wird zum „Blitz des gekreuzigten Herrn“ („Io qui di padre tutte fibre detergo, e del Signor crucciato or fulmine divento“).
Nach dem Ende der Krönungszeremonie will Giovanna anscheinend dem Trubel entfliehen, wird aber von Carlo vor dem Volk groß herausgestellt, indem er vor ihr niederkniet und sie als zweite Herrin Frankreichs neben ihm bezeichnet. In diesem Moment schreitet Giacomo ein („La bestemmia oh sperda Iddio! Di chi mai tu cadi al piè!“) und beschuldigt Giovanna des Paktes mit den Dämonen. Alle sind tiefbetroffen („Un gel trascorrere sento per l’ossa“). Auf die dreimalige Frage ihres Vaters (im Namen Gottes, der Eltern sowie ihrer Mutter) schweigt Giovanna. Bei der dritten Frage donnert und blitzt es, so dass ihre Schuld erwiesen scheint („Si, la colpa è manifesta“). Das Volk verflucht Giovanna und jagt die „Hexe“ aus der Stadt („Via la strega! – Fuggi, o donna maledetta“).

### Dritter Akt
In einem englischen Lager, eine Treppe führt zu einem Turm, von dem aus das nahe gelegene Schlachtfeld überblickt werden kann
Giovanna wartet in Ketten auf die Hinrichtung, im Hintergrund ist schon der Scheiterhaufen errichtet. Man hört Kampfeslärm und Rufe: „Die Franzosen!“ Giovanna betet: Sie habe geliebt, aber nur einen einzigen Augenblick, und sie sei immer noch rein. Ihre einzigen Gedanken und Gefühlsregungen gingen zu Gott. Giacomo, für Giovanna verborgen, hört dies und erkennt, welches Unrecht er seiner Tochter getan hat. Er befreit sie, und sie zieht in den Kampf. Die Engländer werden besiegt, doch Giovanna wird tödlich verletzt.
Man bringt Giovanna auf einer Trage und beklagt ihren Tod. Da richtet sie sich noch einmal auf. Nach einem Moment der Verwirrung fragt sie nach ihrer Fahne, die ihr Carlo gibt. Als sie stirbt, breitet sich am Himmel plötzlich ein Sternenlicht („una siderea luce“) aus.

## Gestaltung

### Instrumentation
Die Orchesterbesetzung der Oper enthält die folgenden Instrumente:
- Holzbläser: Piccoloflöte, Flöte, zwei Oboen, zwei Klarinetten, zwei Fagotte
- Blechbläser: vier Hörner, zwei Trompeten, drei Posaunen, Cimbasso
- Pauken, Schlagzeug: Große Trommel, Kleine Trommel, Glocke in b, Kanonen
- Harfe, Physharmonika
- Streicher
- Bühnenmusik hinter der Szene: sechs oder neun Trompeten, Schlagzeug (Große Trommel, Triangel), Harmonium, Banda

### Gesellschaftsordnung
Die niedere Herkunft Giovannas wird in der Oper wenig thematisiert. Der Chor der bösen Geister nimmt auf den Hintergrund Giovannas Bezug (erster Akt, sechste Szene): „Vedete stoltezza di questa villana che nunzia è del cielo, che dicesi pura!“ („Dieses alberne Bauernmädchen behauptet, sie sei rein und eine Botin des Himmels.“) Carlo selbst gesteht, er habe sie vom ersten Augenblick an geliebt, ihre Herkunft scheint für ihn keine Rolle zu spielen. Bei ihrer ersten Begegnung unterwirft er sich ihr sogar: „Parla, imponi al tuo suddito!“ („Sprich, befiehl über mich!“) Das Volk schlägt schließlich vor, dass Giovanna an Carlos Königskrönung voranschreiten soll. Diese Ehrung setzt sich auch über ihre Herkunft hinweg, und ob dieser Aufstieg durch ihre Ausstrahlung oder durch im Kampf erlangten Ruhm ermöglicht wurde, ist unklar. Verdi zeichnet kein hierarchisch typisches Mittelalterbild in seiner Oper, obwohl sie genug Raum für ein solches bietet; auch die Kategorie Gender wird kaum angesprochen. Im Prolog wird zwar ersichtlich, dass Giovanna als Frau eigentlich keine Kriegerin sein sollte, aber durch ihre göttliche Berufung wird auch dies plausibel.

### Charakteristik
Die Oper lebt, neben den Chören, von den drei Hauptgestalten: Giovanna, Carlo und Giacomo. Die dramaturgisch wichtigste Figur ist Giacomo. In der Oper ist stets er es, der die Handlung vorantreibt, und er stellt auch den interessantesten Charakter dar: Besonders seine Wandlung vom Vater, der um seine Tochter besorgt ist, zum gleichzeitig von religiösem Fanatismus und Aberglauben Besessenen wird ausführlich dargestellt.

### Konflikte
- Giacomo gegen Giovanna, Giacomo gegen Carlo
- Innerer Konflikt Giovannas: religiöse gegen irdische Gefühle (Glaube vs. Liebe)
- Auf einer höheren Ebene: Krieg zwischen Frankreich und England

### Libretto
Temistocle Solera stützt sich im Libretto eindeutig auf die literarische Vorlage Friedrich Schillers, obwohl einerseits die Handlung ungemein gekürzt wird (von Prolog und fünf Akten in der romantischen Tragödie zu Prolog und drei Akten in der Oper) und sich andererseits die Personenzahl von 27 auf 5 reduziert. Trotz der Beteuerungen Soleras, nicht Schillers Drama als Grundlage verwendet zu haben, weist der unhistorische Schluss der Oper eindeutig auf das Gegenteil hin. Eine weitere Abweichung zur Tragödie Schillers ist die Rolle von Giovannas Vater Giacomo. Zwar verdächtigt dieser auch im Drama Schillers Giovanna, mit dem Teufel zu paktieren, seine tragende Rolle als Antagonist stammt aber von Verdi und Solera. Delil, der Offizier Carlos, taucht bei Schiller gar nicht auf, er scheint eine Erfindung des Komponisten zu sein. Als Basis für Schillers Drama dienten wohl die Prozessakten des Inquisitionstribunals, zu denen er als Geschichtsprofessor Zugang hatte. Inwiefern sich Solera und Verdi über Quellen informiert haben, ist unbekannt.

### Abweichungen von der historischen Realität
Karl VII. hat Jeanne d’Arc nie in Domrémy getroffen. Vielmehr war er von seinem Stammsitz Orléans wegen der englischen Bedrohung nach Chinon geflohen, wohin Jeanne d’Arc gebracht wurde.
Die Rolle von Jeannes Vater ist in dieser Form eine komplette Erfindung der Autoren. Über Jacques Darc  ist überdies nur wenig bekannt.
Jeanne d’Arc wurde von den Burgundern gefangen genommen und den Engländern ausgeliefert. Nach einer ersten Verurteilung wegen Ketzerei wurde sie zunächst begnadigt, da sie ihre Aussagen zurücknahm, um sechs Tage später (vor allem wegen des Anlegens von Männerkleidung, zu dem man sie offenbar nötigte, indem man ihr die Frauenkleider wegnahm) dann doch verbrannt zu werden.
Die Vorstellung, dass eine Schäferstochter vom König zur Schutzheiligen gesprochen wird, ist eher abwegig; dazu im Libretto (zweiter Akt, dritte Szene): „Omai / Due patroni ha la Francia. – / Al gran Dionigi / Fean sorger monumento i padri nostri; / Ne imiterem l’esempio […] / Diva donzella, avrai tu pure un tempio.“
In der Oper wird mehrmals die patria erwähnt und gepriesen, obwohl dieses Wort im 15. Jahrhundert noch nicht in diesem Sinne im Sprachgebrauch war. Gekämpft wurde eher für den König als die Heimat. Die bewusste Verwendung dieses Begriffs könnte als Verweis auf die Aufstände zur Zeit des Risorgimento gedeutet werden.

## Rezeption
Schon damals war die Reaktion auf Verdis siebente Oper geteilt: Zwar wurde die Musik mit ihren mitreißenden Chorszenen und einigen Solostellen von bewegendem Tiefgang als genial bezeichnet. Das Libretto hingegen wurde abgelehnt, zumal die Handlung auf wenige Züge zusammengestutzt und der historischen Wahrheit entfremdet worden sei; die Oper besitze nicht die Dramatik, die Logik und die Konzentration anderer in jener Schaffensperiode entstandener Verdi-Opern.
Werner Herzogs Inszenierung der Oper von 1989 wurde fürs Fernsehen aufgezeichnet und dann auch als DVD veröffentlicht. Die Hauptpartien singen Renato Bruson (Giacomo), Susan Dunn (Giovanna) und Vincenzo La Scola (Carlo).